# 印度煤碳產業

印度煤碳生產量趨勢圖（1990年-2019年）。

印度自1774年起即開始進行煤碳生產，持續到今日，目前該國是繼中國之後世界第2大煤碳生產國和消費國，於2023-24財政年度的產量為9.97億噸（10.99億短噸）。由於印度煤碳的需求與供應間不匹配，以及國內煤碳品質較差（灰分含量高），而必須進口焦煤以彌補國內供應不足的問題，此種進口佔國內煤碳用量的20%。
印度最大的煤碳產地 - 丹巴德 - 有印度煤都之稱。該國在1973年至2018年國期間的煤碳開採由國營的印度煤碳公司壟斷。
煤碳在印度的主要用途為發電（燃煤發電），該國的大部分電力也由燃煤發電廠提供，但這類發電廠卻因違反環境法規而受批評。印度煤碳產業對人們健康和環境的影響嚴重，逐步淘汰煤碳所能帶來的健康和環境效益遠超過短期內發生的成本。印度新建的太陽能發電設施所產電力的均化成本比該國現有燃煤發電廠所生產的電力更為便宜。

## 歷史

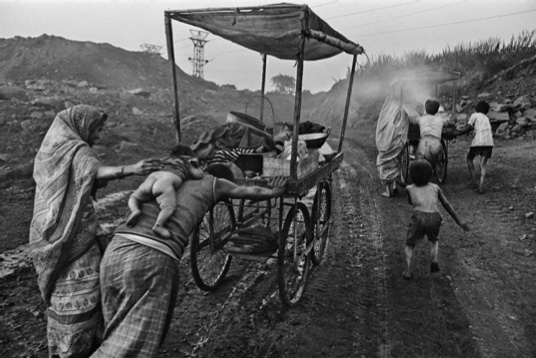
歷史相片 - 於印度煤都 - 丹巴德的煤礦勞動者。

印度於英迪拉·甘地執政時為強化國家對能源的控制，於1970年代初開始逐步推動煤礦國有化。該國於通過《1973年煤礦（國有化）法（Coal Mines (Nationalization) Act, 1973,）》，讓印度煤礦業全面收歸國有。然而當納倫德拉·莫迪於2014年上台執政後，為促進經濟發展，決定逆轉這一歷史性政策，而將部分煤碳產業重新開放由私營企業參與。印度政府於2015年3月允許私營公司（如水泥、鋼鐵、發電或煉鋁廠）開採煤碳，以供自身使用。而在2018年1月將《1972年焦煤礦（國有化）法（Coking Coal Mines (Nationalization) Act, 1972）》和《1973年煤礦（國有化）法》廢止。繼而於2018年2月允許私營企業進入商業煤碳開採行業，完成產業全部私有化的進程。煤碳業者根據新政策，將以每噸煤碳最高拍賣價格拍由出價者取得。印度煤碳公司自1973年國有化之後取得的壟斷地位因而喪失。

### 獨立前

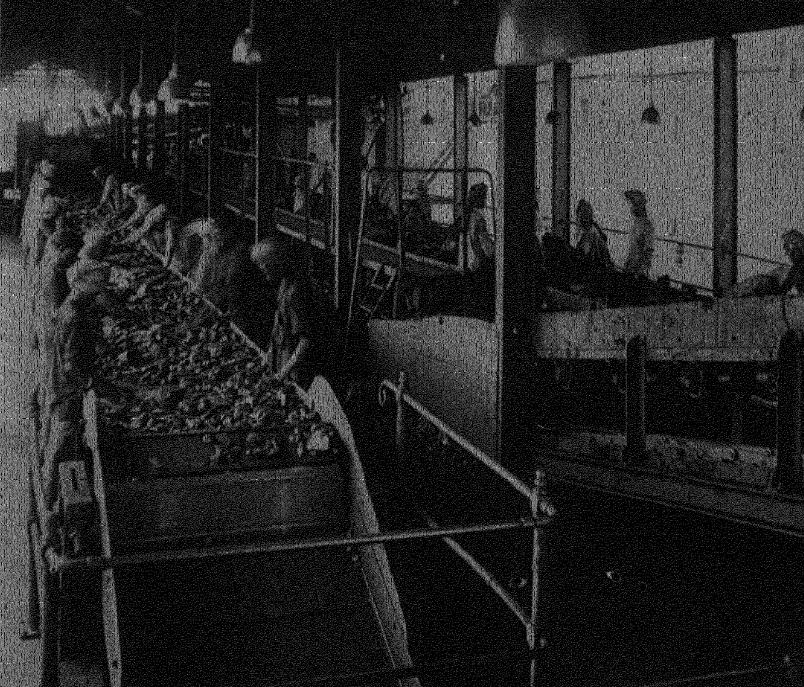
歷史相片（1928年）- 於泰倫加納邦Singareni村，煤礦中的煤碳揀選輸送帶。

英國東印度公司的約翰·薩姆納（John Sumner ）和蘇埃托尼烏斯·格蘭特·希特利於1774年開始在達摩達河西岸的蘭契煤田開採煤礦，開啟當地商業採煤的先河。由於印度當時市場需求量低，這個產業在往後一個世紀成長緩慢。但在蒸汽機車引入印度之後，煤碳產量為之增加，到1853年的年產100萬公噸（110萬短噸）。印度煤碳到1900年的年產量為612萬公噸（675萬短噸），到1920年，已增至1,800萬公噸（2,000萬短噸）。印度的煤碳產量因為第一次世界大戰期間的需求上升而再度增加，但在1930年代初回落。印度在第二次世界大戰期間的1942年，煤碳產量達到2,900萬公噸（3,200萬短噸），在1946年（第二次世界大戰於1945年結束）的產量為3,000萬公噸（3,300萬短噸）。
印度人從1894年起在英屬印度的孟加拉（Bengal，參見孟加拉國）、比哈爾（Bihar，參見比哈爾邦）和奧迪薩（Odisha，參見奧迪薩邦）等地率先投身採煤事業，打破長期以來由英國及其他歐洲人壟斷的局面。他們在賈里亞卡斯、賈馬多巴、巴利亞里、蒂斯拉、卡特拉斯、凱盧迪、庫蘇達（Kusunda）、戈比恩德普爾、西朱阿、西久阿、洛耶巴德、道恩薩爾、布利、貝爾莫、穆格馬、恰斯、巴加特迪、奇霍塔普特基、奇爾庫恩達、博沃拉、薩赫尼迪、凱恩杜阿迪和杜姆卡等地進行煤礦開採，為印度工業化發展奠下基礎。。
印度於20世紀早期的煤礦業主、銀行家及慈善家霍拉·拉姆吉·喬達是首位打破英國人壟斷的印度人，他在丹巴德附近開採賈里亞煤田。《賈里亞黃金歲月日記：古吉拉特·卡斯底亞人在賈里亞煤田的回憶與歷史》一書的作者納特瓦拉爾·德夫拉姆·傑瓦（Natwarlal Devram Jethwa）說道：
印度東印度鐵路公司於1894-1895年將其路線從巴拉卡爾延伸，經由卡特拉斯和賈里亞，到達丹巴德。霍霍拉·拉姆吉·喬達先生於1984年正承包賈里亞支線鐵路建設工程，並與其兄弟傑塔·利拉（Jetha Lira ）一起建造賈里亞火車站，他在此時期於賈里亞發現煤田。1917年的孟加拉、阿薩姆、比哈爾和奧迪薩的政府公報中也提到他擁有名為吉納戈拉、賈里亞卡斯和加雷里亞（Gareria）的三座煤礦。
其他眾多的印度社區於1930年代之後也開始在丹巴德-賈里亞-恰斯煤田地區效仿霍拉·拉姆吉·喬達的做法。參與的有旁遮普人、刻赤人、馬爾瓦里人、古吉拉特人、孟加拉人和印度斯坦人。

### 獨立後

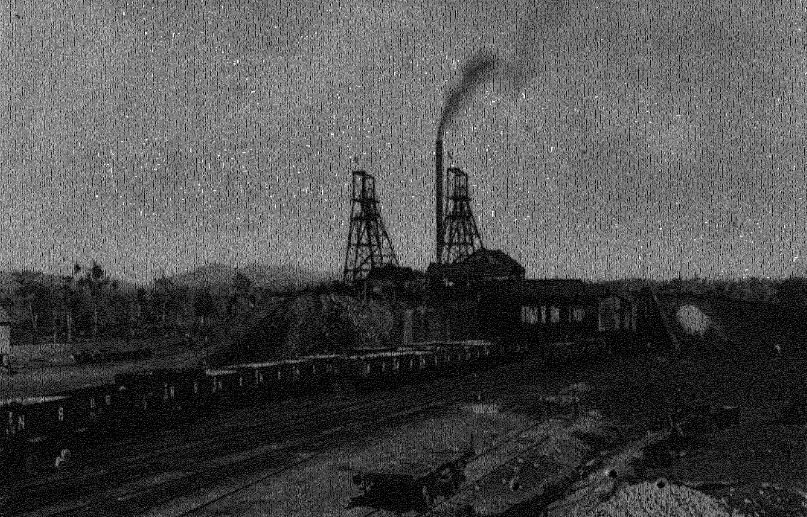
歷史相片（1928年），於Singareni村的StruttPit礦坑。

印度於1947年獨立後，在1951年開始實施第一個五年計劃，最初的煤碳年產量為3,300萬公噸（3,600萬短噸）。印度政府下屬的國家煤炭開發公司（National Coal Development Corporation，簡稱NCDC）於1956年成立，接管由鐵路單位掌管的煤礦。印度設立NCDC的目的在對該國煤碳產業進行系統性和科學性的開發，以有效提高產量。辛格雷尼煤礦有限公司（SCCL）於1945年設立，迄今仍在運作。SCCL於1956年成為安德拉邦政府控制的公司。目前SCCL是泰倫迦納邦政府和印度政府的合資企業，雙方分別持有51%和49%的股權。

### 煤礦國有化

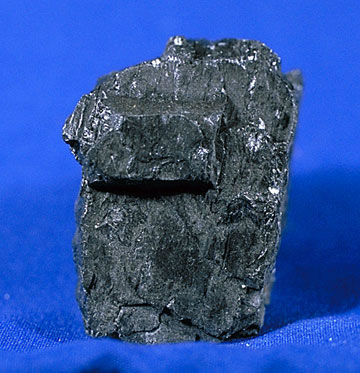
煤塊。

印度商業煤礦開採自始至終均以滿足國內經濟發展能源需求為導向。印度擁有豐富的煤碳儲量，其中大部分位於賈坎德邦、奧迪薩邦、西孟加拉邦、比哈爾邦、恰蒂斯加爾邦、泰倫迦納邦和中央邦。由於印度鋼鐵業蓬勃發展，迫使在賈里亞煤田的焦煤資源必須加速開發，以滿足日益增長的需求。而私營煤碳產業的投資不足，直接影響到能源供應。
部分私營煤礦不顧作業安全和惡劣的勞動環境，不僅造成勞工問題，也對環境造成嚴重汙染，引起政府高度重視。中央政府為此決定將私營煤礦國有化。國有化分兩個階段進行，第一階段是在1971-72財政年度年先將焦煤礦國有化，第二階段是在1973財政年度將非焦煤礦國有化。根據所頒佈的《1971年焦煤礦（緊急條款）法（Coking Coal Mines (Emergency Provisions) Act, 1971）》，賦予政府權力在進行國有化前接管焦煤礦和煉焦廠，以確保公共利益。隨後頒佈《1972年焦煤礦（國有化）法（Coking Coal Mines (Nationalization) Act, 1972）》，根據該法，除塔塔鋼鐵和印度鋼鐵有限公司（Indian Iron & Steel Company Limited）所擁有者外，其他所有焦煤礦和煉焦廠均於1972年5月1日收歸國有，交由一家新的中央政府企業 - 哈拉特焦煤有限公司（簡稱BCCL，為印度煤碳公司子公司）管轄。另一項法令，即《1973年煤礦（接管管理）法（Coal Mines (Taking Over of Management) Act, 1973）》，擴大印度政府接管包括1971年接管的焦煤礦在內7個邦的焦煤礦和非焦煤礦的管理權。隨後頒佈《1973年煤礦（國有化）法》，對印度煤碳開採資格設定規定，並於1973年5月1日將所有這些煤礦收歸國有。
於1973年被國有化的所有非焦煤礦歸由印度煤礦管理局（ Coal Mines Authority of India）管理。印度煤碳公司的子公司 - 東部煤田有限公司（Eastern Coalfields Limited）於1975年成立。它接管蘭契煤田的所有早期私營煤礦。蘭契煤田佔地443.50平方公里（171.24平方英里），總煤碳儲量為85.5285億公噸（94.279億短噸）。東部煤田有限公司擁有的煤碳儲量為297.2億公噸（327.6億短噸），是印度當時第二大煤田（按儲量計算）。
印度東北部各邦享有印度憲法賦予的特殊權利。憲法第6附表和第371條承認部落習慣法，允許這些邦政府制定自己的政策。例如納加蘭邦定有自己的煤碳政策，容許原住民從各自的土地上開採煤碳。同樣的，在印度國家綠色法庭禁止在梅加拉亞邦開採煤碳之前，當地的開採活動也很猖獗。納加蘭邦和梅加拉亞邦所產煤碳在印度北部、中部和東部地區擁有大量買家。

### 煤礦私有化
印度國會於2015年頒佈《2015年煤礦（特別規定）法》，其中包含允許政府透過拍賣方式，以將開採權利標售的條款。此法還允許私營企業開採煤碳，供應自身擁有的水泥、鋼鐵、電力或煉鋁廠使用。經濟事務內閣委員會（Cabinet Committee on Economic Affairs，CCEA。為一內閣下設委員會，主要負責審議和批准涉及印度經濟的重要決策。這個委員會的成員通常包括總理、財政部長以及其他相關部會部長。）於2018年2月20日允許私營企業投入商業煤碳開採。根據新政策，煤礦將以最高價格拍賣給出價最高的公司。此舉打破國營的印度煤碳公司自1973年國有化以來在商業開採的壟斷地位。
印度於2018年1月8日通過《2017年廢除和修訂（第二）法》，而於2018年1月8日將《1972年焦煤礦（國有化）法》和《1973年煤礦（國有化）法》廢除。

## 印度煤碳儲量
印度擁有世界第4大煤碳儲量。該國截至2021年4月1日擁有3,521.3億公噸（3,881.6億短噸）的煤碳資源。總儲量比前一年增長2.36%，新發現的儲量估計為81.1億公噸（89.4億短噸）。印度約有一半的煤碳儲量已探明，42%為推測/可能儲量，8%為推斷儲量。印度的煤碳礦床主要分布在該國東部和中南部地區。賈坎德邦、奧迪薩邦和恰蒂斯加爾邦的煤碳儲量佔印度已知儲量近70%。
截至2021年4月1日，估計印度的褐煤總儲量為460.2億公噸（507.3億短噸），與前一年的估計數量相同。最大儲量在坦米爾那都邦。印度褐煤儲量中，只有約16%已探明，56%為推測/可能儲量，28%為推斷儲量。
印度高度依賴煤碳，全國約有67%的能源需求由煤碳供應。印度從煤碳獲得的能源約為由石油能源而來的兩倍，而於此同時，全球其他地區的煤碳能源佔比卻比石油低近3分之1。

### 印度各邦煤碳儲量

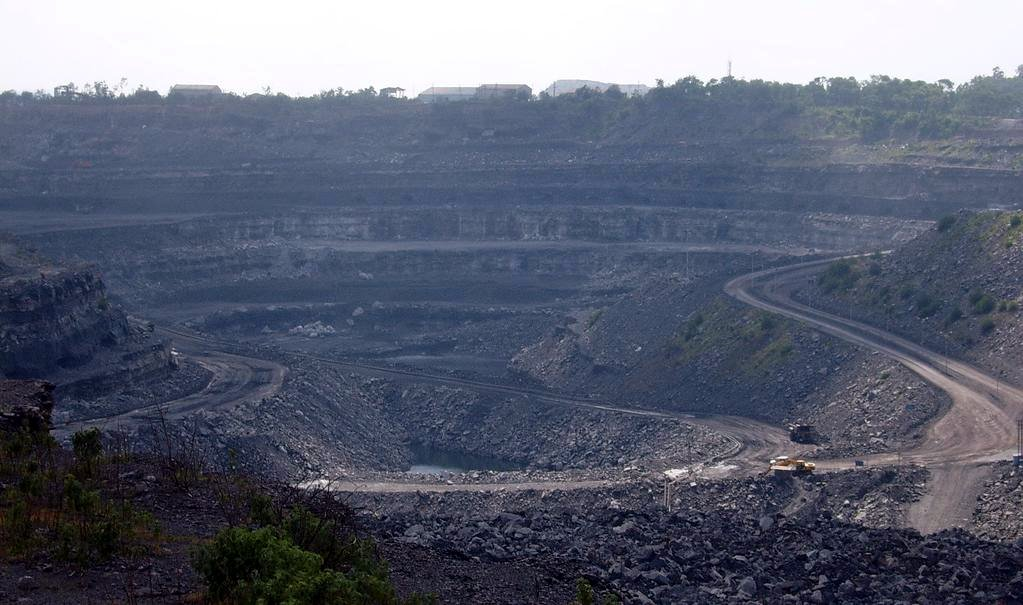
於丹巴德的露天開採式煤礦。

下表顯示印度各邦的煤碳儲量（截至2021年4月1日）。
| 邦             | 煤碳儲量 (10億公噸 ) | 煤田種類                           |
| -------------- | -------------------- | ---------------------------------- |
| 賈坎德邦       | 86.217               | 岡瓦納煤碳（於二疊紀和三疊紀形成） |
| 奧迪薩邦       | 84.878               | 岡瓦納煤碳                         |
| 恰蒂斯加爾邦   | 73.424               | 岡瓦納煤碳                         |
| 西孟加拉邦     | 33.092               | 岡瓦納煤碳                         |
| 中央邦         | 30.217               | 岡瓦納煤碳                         |
| 泰倫迦納邦     | 22.851               | 岡瓦納煤碳                         |
| 馬哈拉什特拉邦 | 12.936               | 岡瓦納煤碳                         |
| 比哈爾邦       | 3.464                | 岡瓦納煤碳                         |
| 安德拉邦       | 2.247                | 岡瓦納煤碳                         |
| 北方邦         | 1.062                | 岡瓦納煤碳                         |
| 梅加拉亞邦     | 0.576                | 第三紀煤炭（於第三紀形成）         |
| 阿薩姆邦       | 0.525                | 第三紀煤炭                         |
| 納加蘭邦       | 0.446                | 第三紀煤炭                         |
| 錫金邦         | 0.101                | 岡瓦納煤碳                         |
| 阿魯納查邦     | 0.09                 | 第三紀煤炭                         |
| 印度合計       | 352.13               |                                    |

### 印度各邦褐煤儲量
下表顯示印度各邦的褐煤儲量（截至2021年4月1日）。
| 邦               | 褐煤儲量 (10億公噸) |
| ---------------- | ------------------- |
| 坦米爾那都邦     | 36.490              |
| 拉賈斯坦邦       | 6.349               |
| 古吉拉特邦       | 2.722               |
| 朋迪治里         | 0.417               |
| 查謨和喀什米爾邦 | 0.028               |
| 喀拉拉邦         | 0.01                |
| 西孟加拉邦       | 0.004               |
| 印度合計         | 46.02               |

## 產量

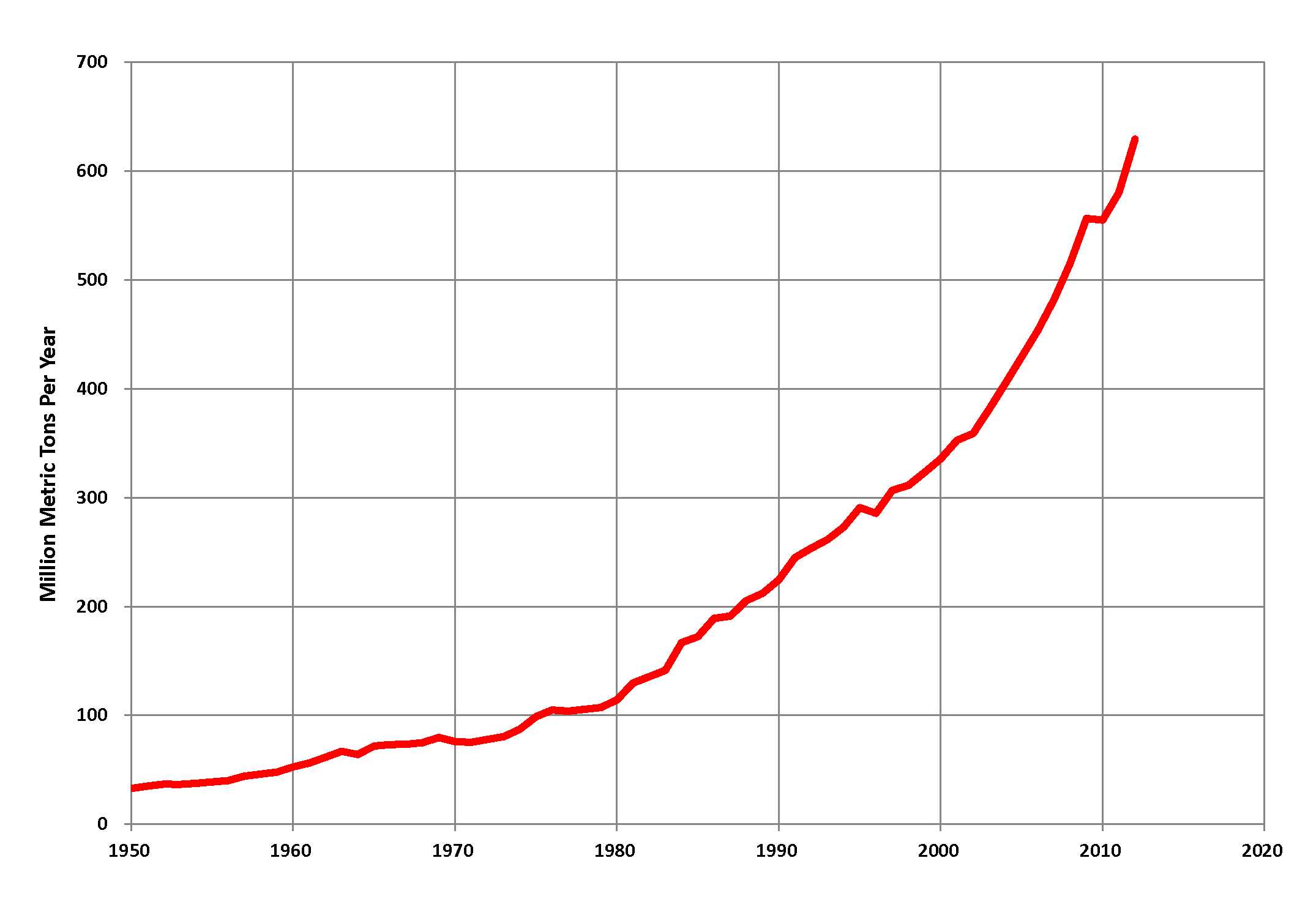
印度煤碳生產量趨勢圖（1950年-2012年）。

印度是世界第2大煤碳生產國（僅次於中國）。於2023-24財政年度的產量為10億公噸（11億短噸），於2020-21財政年度的產量為7.1608億公噸（7.8934億短噸），比前一財政年度下降2.02%，主要是由於COVID-19大流行干擾所造成。2020-21財政年度褐煤產量為3,661萬公噸（4,036萬短噸），比前一財政年度下降13.04%。在此之前的10年中，印度煤碳產量的複合年均增長率為3.19%，褐煤產量則以1.60%的年均複合率下降。開採煤礦是印度最危險的工作之一，根據政府發表的數據，該國於2020年平均每12天就有一名煤礦人員在作業時喪命。

### 洗選
洗選是煤碳生產過程中不可或缺的一環。所進行的是對開採出的原煤進行洗選，去除雜質，提高煤碳純度，讓其適於燃料用途。印度的煤礦通常不進行煤碳洗選，但也有一些例外。
印度共有60座煤碳洗選廠（截至2021年3月31日，其中包括19座焦煤洗選廠和41座非焦煤洗選廠），總洗選容量為1.3858億噸/年，其中1.086億噸為非焦煤洗選，2,998萬噸為焦煤洗選。

## 消費

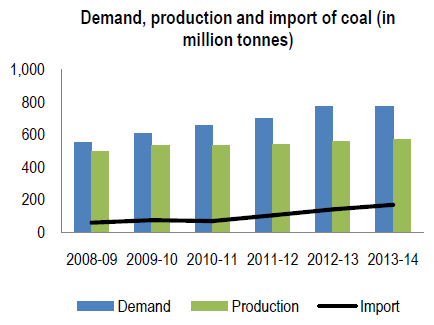
印度於2008-09 - 2013-14財政年度期間的煤碳需求（藍色）、生產（綠色）及進口（黑線）數量圖（百萬公噸）。

印度是世界上最大的煤碳消費國之一。該國於2020-21財政年度共消費煤碳9.0608億公噸（0.99878億短噸），其中79.03%為國內生產。該國於過去10年的煤碳消費量的複合年均增長率為3.96%。由於印度對於煤碳的需求量大，而國產的平均品質較差，而被迫進口高品質煤碳以供鋼鐵廠所需。印度於2020-21財政年度共進口煤碳2.1525億公噸（2.3727億短噸），出口295萬公噸（325萬短噸）。淨進口量比上一個財政年度下降13.39%。該國於過去10年煤碳淨進口量的複合年均增長率為8.62%。印度是僅次於中國的世界第2大煤碳進口國。
印度最大的原煤消費部門是電力產業，在2020-21財政年度佔印度煤碳總消費量的64.07%。 其他重要消費者還有鋼鐵和洗煤行業（6.65%）、直接還原鐵（海綿鐵）（1.06%）、水泥行業（0.75%）以及化學肥料和化工行業（0.19%）。
印度於2020-21財政年度的褐煤消費量為3,722萬公噸（4,103億短噸）。 電力生產就佔褐煤總消費量的84.46%。其他重要消費者還有造紙業（5.55%）、水泥業（2.18%）和紡織業（2.01%）。印度於過去年的褐煤消費量以1.3%的年均複合率下降。

### 電力生產
印度於2020-21財政年度所生產的電力中有73%以上仰賴燃燒煤碳來達成，有3.6%仰賴燃燒褐煤。印度電力產業於2013年消耗該國生產煤碳的70%以上。總部設於英國倫敦的智庫Carbon Tracker於2020年估計印度有17%的燃煤電廠，其發電成本已經高於使用再生能源的新發電廠，前述比例到2025年將會達到85%。有人建議印度不需新建燃煤電廠，而將既有火力發電廠改造，讓其可根據電網需求，快速調整發電量，甚至可在短時間內啟動或關閉機組。這對於應對再生能源（如太陽能、風能）發電的不穩定性，讓兩者靈活協同運作以滿足電網的峰值負載需求。29]
印度大部分的煤碳儲量均為岡瓦納煤，熱值較低，灰分含量高。印度煤碳的碳含量較低，有毒微量元素含量可忽略不計。印度煤碳的天然燃料價值較低。平均而言，使用印度煤碳的發電廠約需燃燒0.7公斤煤碳來產生1千瓦時的電力，而美國的燃煤發電廠每生產1千瓦時電力僅需約0.45公斤煤碳。平均而言，印度煤碳的總熱值（Gross Calorific Value，GCV）約為4,500千卡/公斤，而大多數其他國家的煤碳品質要好得多，如澳大利亞煤碳的GCV約為6,500千卡/公斤。

## 對健康的影響
印度煤碳產業對該國的健康和環境影響嚴重。一項研究發現在煤礦附近村莊接受調查的家庭中，有90%的人在過去一年中發生過健康問題，而距離煤礦至少40公里（25英里）的村莊的家庭中，此一比例仍有52%。距離煤礦最近的村莊自我報告的健康問題發生率最高。煤灰對健康的影響也是一個問題。燃煤發電廠產生的空氣污染與氣喘、癌症、心臟和肺部疾病、神經系統問題、酸雨、氣候變化和其他嚴重的環境和公共衛生影響均有關聯。

## 對環境的影響

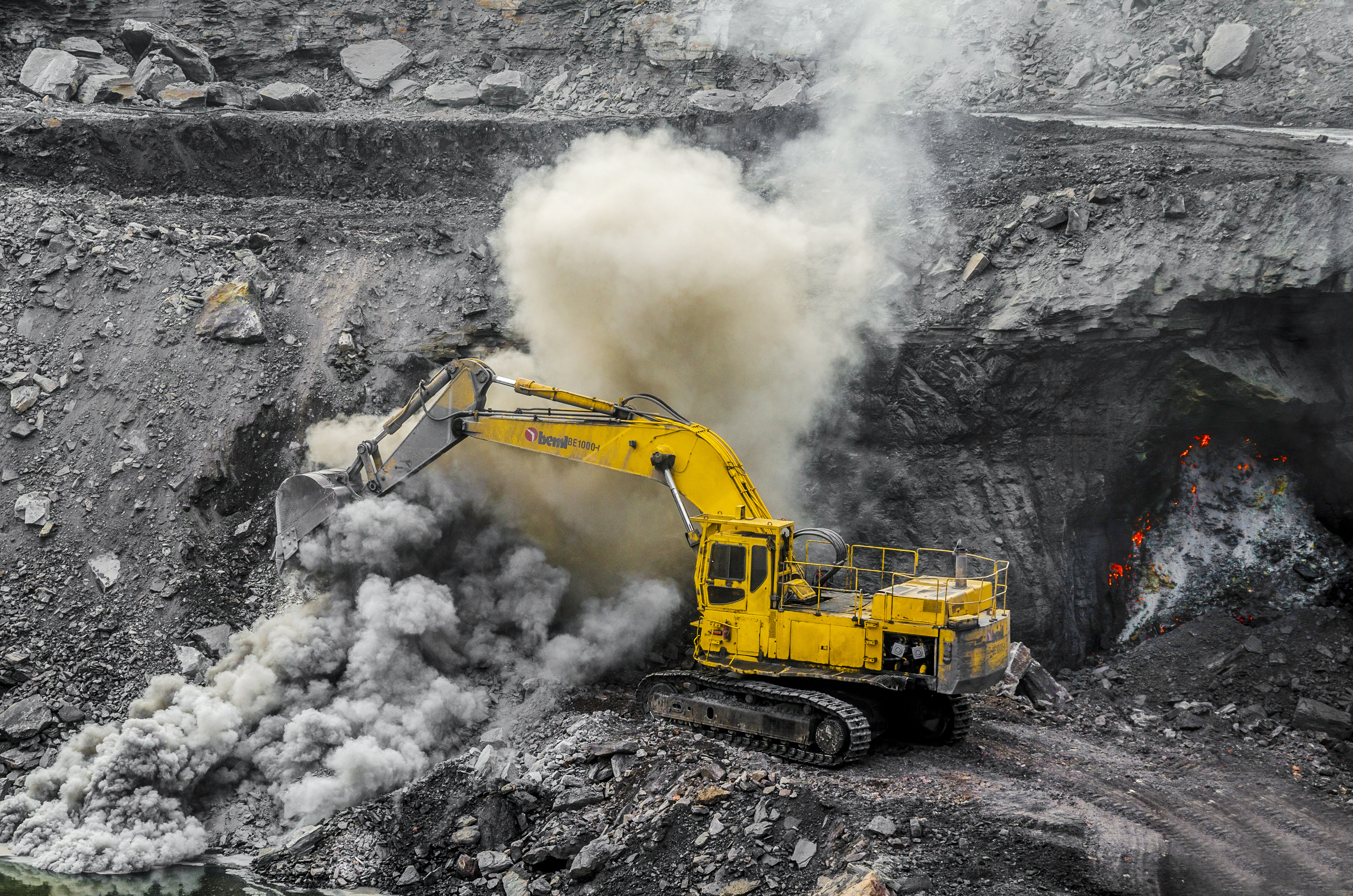
發生於賈里亞煤田的火災已持續燃燒近一個世紀，所產生的煙霧和餘燼從煤田裡冒出。導致周遭數十萬人為此流離失所，或是健康受到威脅。。

聯合國秘書長安東尼歐·古特瑞斯於2020年表示印度應在當年底前停止建設新的燃煤發電廠，並終止對化石燃料的補貼。彭博新能源財經（BloombergNEF）報導說，從2021年開始，不包括補貼在內的新建大型太陽能發電廠的均化發電成本已經低於中國、印度和大部分歐洲現有的燃煤發電廠。

## 印度煤田區分配弊案
"印度煤田區分配弊案"俗稱"煤炭門（Coalgate）"，是印度史上最大的貪腐醜聞之一，揭露印度政府治理和資源管理體系中的系統性缺陷。印度於1993年 - 2010年期間將煤田區分配給私營公司供開採，而未經透明或具競爭性的招標程序。這項弊案導致公共財政遭受重大財務損失，印度審計長辦公室 (CAG) 估計政府為此損失高達1,860,000,000,000印度盧比（籠統換算約為310億美元）。此事件揭露出該國官僚體系、政治人物與私人企業之間的勾結，形成一個以貪腐和偏袒為基礎的利益交換網絡。
印度最高法院為此認為印度有214個煤礦的分配過程不公正，而判決無效，並且要求政府一定要公開競標，重新分配。
印度隨後通過《2015年煤礦（特別規定）法（Coal Mines (special provision) Act, 2015）》，明訂採行透明的拍賣機制為煤礦資源分配之唯一方式，以確保能公平及有效率分配資源。

## 煤碳黑幫
比哈爾邦政府擁有的煤礦（比哈爾邦經分割後，煤礦現歸賈坎德邦政府擁有）是印度最早出現組織嚴密黑幫的地區之一，這類黑幫發跡於煤都 - 丹巴德。有人指控此為煤碳行業工會領導層在幕後操控，並利用種姓聯盟來維持其勢力。據稱亂象如盜竊和在黑市上出售煤碳、虛報或虛構費用、偽造勞動合同以及徵用和出租政府土地已成常態。且已與正常行業運作形成另一平行經濟，當地人口中有相當部分受黑社會僱傭，通過未鋪砌的道路將盜竊的煤碳長途運輸到黑社會的倉庫和銷售點。
煤碳黑幫對印度工業產生負面影響，導致煤炭供應和品質極不穩定。有時會將鐵路貨運車廂中的高品質煤碳以石頭/石塊調包。曾發生過一起在一輛密封的煤炭貨運車廂內出現一具人屍的案例。

## 延伸閱讀
- Adjusting to transition Brookings Institution

## 外部連結
- Center for Research on Energy and Clean Air （页面存档备份，存于）